# Lenthéric
Lenthéric é uma casa perfumista e de produtos cosméticos fundada em Paris en 1885, que pertence ao grupo britânico Shaneel Enterprises Ltd..

## Alguns perfumes
(de entre um catálogo de mais de 250 composições)
- Au Fil de l'Eau (1885)
- Orkidée (1894)
- Le Parfum de la Dame en Noir (1909)
- Cœur de Paris (1911), que passou a ser Shanghai (1934)
- Ambre Mousse (1912)
- The Halley Perfume (1911)
- Miracle (1924)
- Asphodèle (1926)
- Risque-Tout (France, Europe) ou Tweed (1933)
- Gardenia de Tahiti (1935)
- Pink Party (1940)
- Confetti (1944)
- Dark Brilliance (1946)
- Adam's Rib (1953)
- Flair (com Yardley, 1964)
- Tweed (reedição Yardley, 1992)

## Galeria

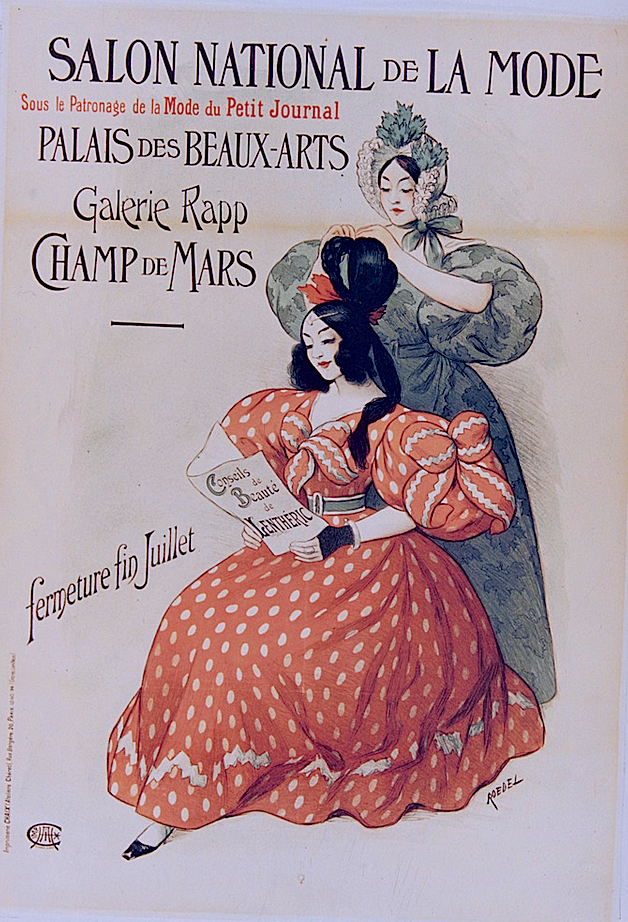
Anúncio associando o Salon national de la Mode, Le Petit Parisien e os cosméticos Lenthéric (Auguste Roedel, 1896).
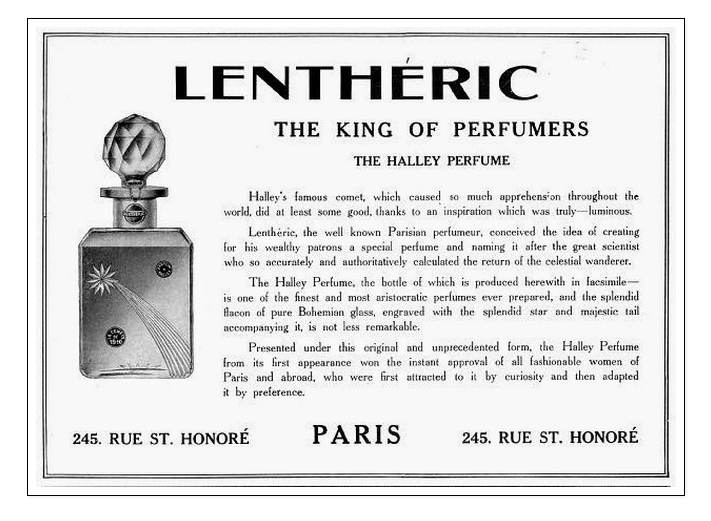
O perfume do cometa de Halley: um produto destinado ao mercado americano vendido em frasco de cristal talhado (1911).
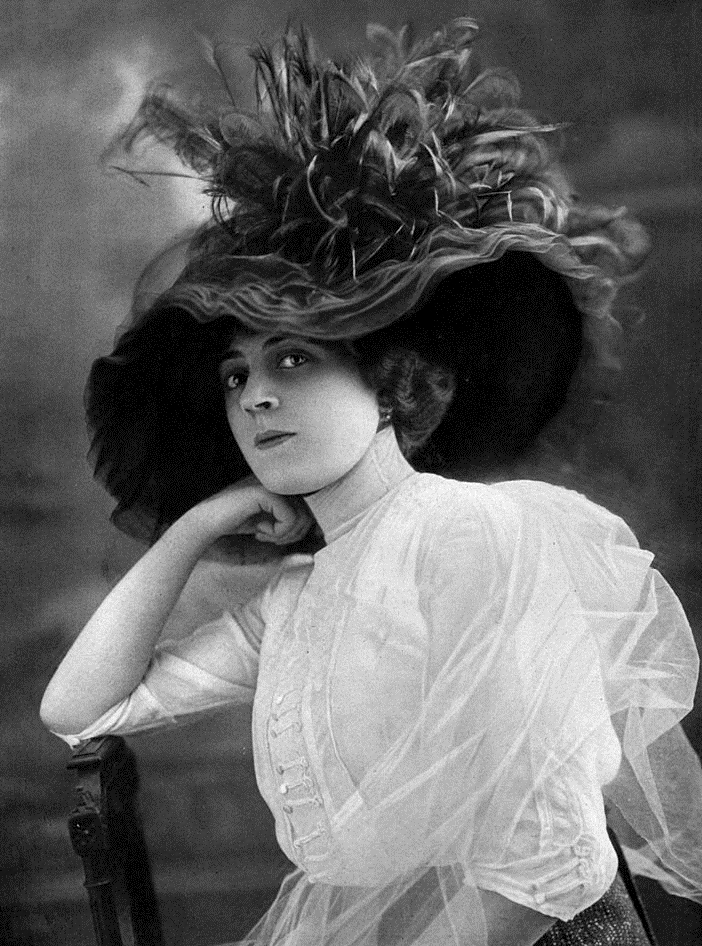
A dançarina Ida Rubinstein posa com um chapéu Lenthéric (1912).
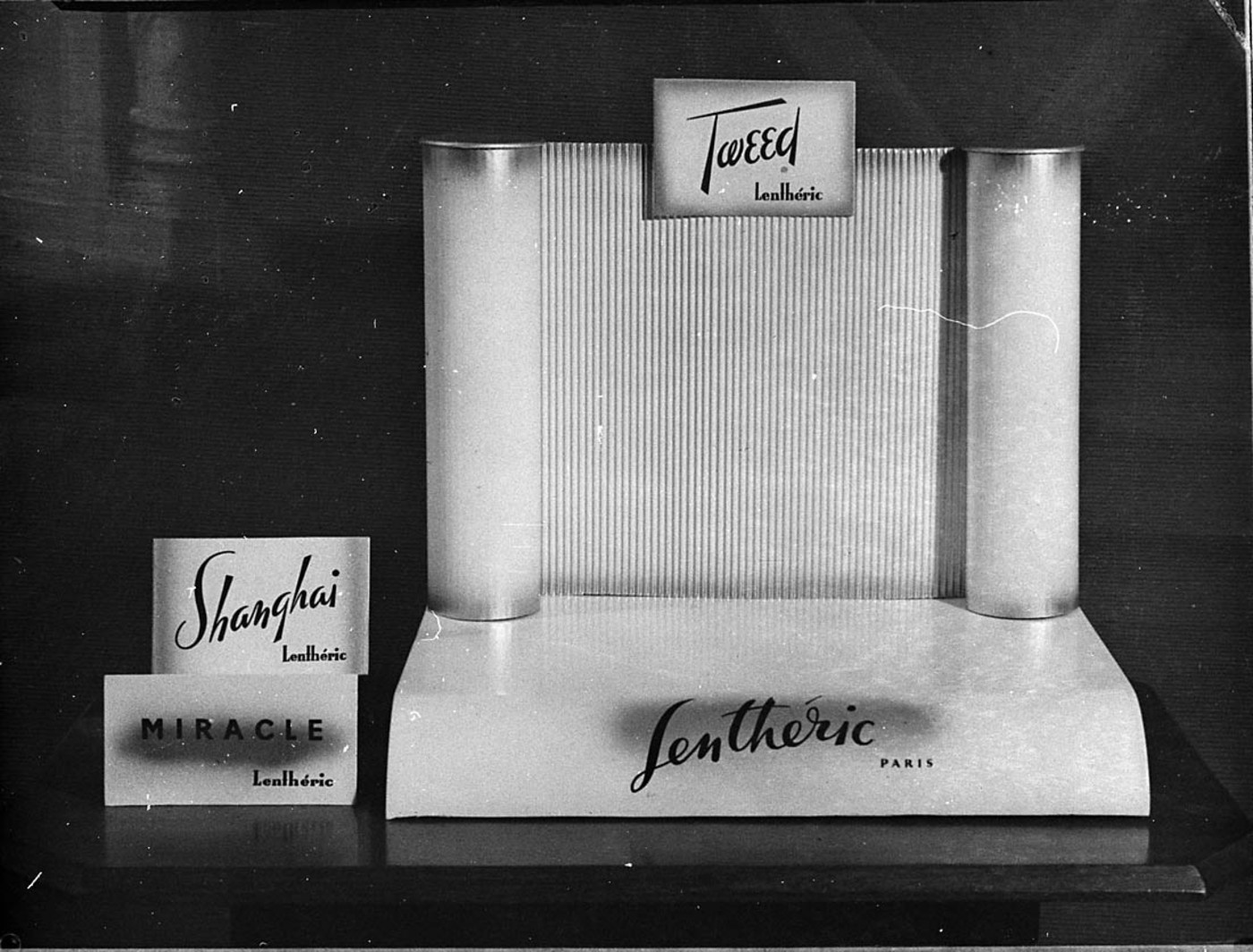
Mostruários americanos para as gamas Tweed, Miracle e Shanghai (1948).